# Mario Tabares
Mario Tabares (L'Avana, 22 luglio 1965) è un ex tennista cubano, successivamente statunitense.

## Carriera
In carriera ha vinto un titolo di doppio, l'ATP Buzios nel 1992, in coppia con il venezuelano Maurice Ruah.
In Coppa Davis ha giocato un totale di 48 partite, ottenendo 22 vittorie e 26 sconfitte.

## Statistiche

### Doppio

#### Vittorie (1)
| Numero | Anno            | Torneo                         | Superficie | Compagno     | Avversari in finale  | Punteggio     |
| 1.     | 8 novembre 1992 | ATP Buzios, Armação dos Búzios | Cemento    | Maurice Ruah | Mark Keil Tom Mercer | 7-6, 6-7, 6-4 |